# Baronia d'Orcau

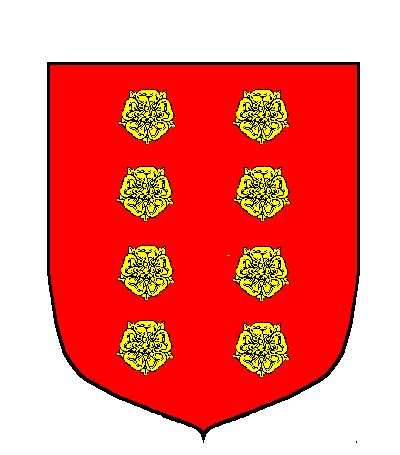
Escut dels barons d'Orcau

La Baronia d'Orcau era una de les baronies de l'actual Pallars Jussà, juntament amb les baronies d'Erill, Bellera i Abella.
Està documentada des del segle xiii, i comprenia els castells i llocs de Conques, Figuerola d'Orcau, Benavent de la Conca i Castelltallat, a més del d'Orcau i el seu castell, que n'exercien de capital. Les poblacions que hi pertanyien eren Orcau, Conques, Figuerola d'Orcau, Benavent de la Conca, Toló (Sant Salvador de Toló), Castelltallat i Aransís.
Arnau d'Orcau fou majordom de Pere III de Catalunya-Aragó i governador de Rosselló i Cerdanya entre 1366 i 1376. Feu testament el 1387, en el qual establia la successió en el senyoriu exclusivament per via masculina. Així, a la mort del seu net, Arnau Julià d'Orcau, el succeí el seu nebot valencià Berenguer d'Erill i de Centelles, senyor d'Espills i comte d'Erill.
Dels comtes d'Erill i després d'una sèrie de plets, típics en els convulsos -per a la noblesa catalana- segles XVI, XVII i XVIII, passà als Bournonville, marquesos de Rupit, als Ponts-López de Mendoza, marquesos de Vilanant, als Abarca de Bolea, comtes d'Aranda, i als Silva, ducs d'Híxar.
Darrerament, almenys de nom, la baronia d'Orcau requeia encara en els ducs d'Híxar, fins que fou sol·licitada el 1986 per la senyora Pilar de Sarriera i Fernández de Muniaín, germana del Marquès de la Manresana i Marquès de Santa Maria de Barberà.